# Remigius Maria Paul Inchananiyil
Remigius Maria Paul Inchananiyil (* 26. Juli 1961 in Vettilappara) ist ein indischer Geistlicher und syro-malabarischer Bischof von Thamarasserry.

## Leben
Remigius Maria Paul Inchananiyil empfing am 12. Dezember 1987 das Sakrament der Priesterweihe.
Am 15. Januar 2010 ernannte ihn Papst Benedikt XVI. zum Bischof von Thamarasserry. Der Erzbischof von Tellicherry, George Valiamattam, spendete ihm am 8. April desselben Jahres die Bischofsweihe; Mitkonsekratoren waren der emeritierte Bischof von Thamarasserry, Paul Chittilapilly, und der emeritierte Erzbischof von Trichur, Jacob Thoomkuzhy.